# El Belluguet
El Belluguet va ser una publicació infantil quinzenal en català editada a Igualada els anys 1934 i 1935.

## Descripció i continguts
Portava el subtítol «Suplement Catequístic».
Sortia imprès juntament amb el Diari d'Igualada. L'editava el Casal Catequístic i la redacció i l'administració era al carrer Nou, núm. 46. S'imprimia als tallers de Nicolau Poncell. Tenia quatre pàgines, a dues columnes, amb un format de 22 x 16 cm. El primer número va sortir l'1 de desembre de 1934 i l'últim, el 20, el 24 d'octubre de 1935.
A l'article de presentació manifestaven que el butlletí havia de ser un espai: «on el nen o jovenet amb gust i voluntat, estudia, escriu o llegeix amb fruit la Doctrina Cristiana amb l'oportuna aplicació d'exemples, anècdotes i història, que per una banda faciliten la intel·ligència de les explicacions i per altra graven d'una faisó més fixa les idees. Amb això ja queda indicat el motiu, fi i objecte de la present revista».
Els responsables de les diverses seccions eren: Lluís Bernades, Joan Castellà Valls, Ramon Amenós, Josep Planas i Teresa Castellà Valls. «La il·lustració anirà a càrrec de Ramon Amenós i Ignasi Castelltort Jaume». Els nois catequistes també hi col·laboraven amb contes narracions i acudits.

## Localització
- Biblioteca Central d'Igualada. Plaça de Cal Font. Igualada (col·lecció completa).